# 水谷和生
水谷 和生（みずたに かずお、1944年4月8日 - ）は、日本の経営者。ミサワホーム社長を務めた。

## 経歴
三重県出身。1968年に京都大学経済学部経済学科を卒業し、同年に三和銀行に入行。1996年6月に取締役に就任し、1999年6月に常務、2000年6月に東洋不動産社長を経て、2002年10月にミサワホーム副社長に就任し、2003年12月にはミサワホームホールディングス社長に昇格。2008年6月に会長を経て、2010年6月には相談役に就任。2012年5月には桃山学院理事長に就任。